# Anomomorpha roseola
Anomomorpha roseola är en lavart som beskrevs av A. W. Archer & Elix. Anomomorpha roseola ingår i släktet Anomomorpha och familjen Graphidaceae.   Inga underarter finns listade i Catalogue of Life.